# Mitsubishi G1M
Mitsubishi G1M — експериментальний літак-розвідник та бомбардувальник Імперського флоту Японії періоду 1930-х років.

## Історія створення
У 1933 році командування ВПС Імперського флоту Японії сформулювало технічне завдання 8-Сі на розробку літака-розвідника наддалекого радіуса дії, який був би здатен вести розвідку переміщення флоту потенційних противників поблизу місць базування - мались на увазі Філіппіни та Перл-Гарбор. Дальність польоту мала становити 7 200 км, максимальна швидкість - 220 км/г. Враховуючи надзвичайну складність вимог технічного завдання, розглядалась можливість побудови літака, який мав би удвічі меншу дальність польоту. У цьому випадку повернення літака не передбачалось, а екіпаж мав підбиратись підводним човном із завчасно обумовленого місця.
Щоб виконати вимоги технічного завдання, конструктори особливу увагу приділили аеродинаміці. Для літака була вибрана схема середньоплана з крилом, оснащеним закрилками. Вперше в японській авіації було використане шасі, що складалось в мотогондоли двигунів. Літак був оснащений двома двигунами Hiro Type 91 потужністю 620 к.с., які обертали дерев'яні дволопасні гвинти постійного кроку. Зважаючи на високу швидкість літака, установка озброєння не передбачалась. Літак отримав заводське позначення Ka-9 або «Експериментальний спеціальний розвідник 8-Сі».
Коли у лютому 1934 році літак був практично готовий, стало зрозуміло, що виконати вимоги технічного завдання у частині дальності польоту не вдасться. тому флот відкликав замовлення на розвідник, і наказав переробити його в багатоцільовий ударний літак, який отримав позначення «Середній базовий штурмовик 8-Сі». В цьому варіанті на літак встановили два 7,7-мм кулемети в носовій та хвостовій частинах фюзеляжу. Бомбове навантаження розміщувалось на зовнішній підвісці.
Перший прототип піднявся у повітря у квітні 1934 року. Літак показав хороші льотні якості, досягнувши швидкості 261 км/г, що значно перевищувало вимоги технічного завдання. Льотні випробування продовжувались до 1935 року, в ході яких дволопасні гвинти замінили чотирилопасними. В той же час, відповідно до нещодавно прийнятої на флоті системи класифікації літаку присвоїли назву G1M1.
Незважаючи на передовий дизайн та хороші льотні якості, літак мав і певні недоліки. Так, хвостове оперення мало недостатню жорсткість, центр мас був зміщений вперед, і загалом літак, розроблений як розвідник, був не дуже пристосований для виконання ударних функцій. Усунення цих недоліків вимагало серйозних доопрацювань, які були враховані у специфікації флоту 9-Сі, розробленій наприкінці 1934 року. Відповідно до цієї специфікації розпочалось проектування нового літака, який згодом отримав назву Mitsubishi G3M.
Літак G1M здійснював випробувальні польоти весь 1935 рік. Під час одного з них він скапотував і був пошкоджений. Незважаючи на те, що пошкодження були не дуже значними, було вирішено не відновлювати літак.

## Тактико-технічні характеристики

### Технічні характеристики
- Екіпаж: 5 чоловік
- Довжина: 15,83 м
- Розмах крила: 25,00 м
- Площа крила: 75,00 м²
- Маса порожнього: 4 775 кг
- Маса спорядженого: 7 003 кг
- Двигуни: 2 × Hiro Type 91
- Потужність: 2 x 650 к. с.

### Льотні характеристики
- Максимальна швидкість: 261 км/г
- Крейсерська швидкість: 225 км/г
- Практична дальність: 4 408 км
- Практична стеля: 4 600 м

### Озброєння
- Кулеметне: 2 × 7,7-мм кулемети